# 北東部地方 (北マケドニア)
座標: 北緯42度08分24秒 東経21度42分36秒 / 北緯42.1400度 東経21.7100度
北東部地方（ほくとうぶちほう、マケドニア語: Североисточен плански регион）は北マケドニアを8つに分ける地方の1つ。
北西にコソボ、北にセルビア、東にブルガリアと接する。
国内ではスコピエ地方と東部地方に接する。

## 民族

北東部地方の民族割合

## 自治体

北東部地方の自治体

北東部地方は6つの自治体に分かれる。
- クラトヴォ（英語版）
- クリヴァ・パランカ
- クマノヴォ
- リプコヴォ（英語版）
- ランコヴツェ（英語版）
- スタロ・ナゴリチャネ（英語版）